# Parisina (Mascagni)
Parisina és una òpera en quatre actes composta per Pietro Mascagni sobre un llibret italià de Gabriele d'Annunzio, basat en una obra de Lord Byron. S'estrenà al Teatro alla Scala de Milà el 15 de desembre de 1913.

## Origen i context
Mascagni és sobretot conegut per l'òpera Cavalleria rusticana de 1890 i per la seva contribució al moviment verista. Amb aquesta òpera va superar almenys 70 compositors rivals per guanyar el concurs de Sonzogno el 1888. Fins al 1934, en va compondre quinze més, però mai va aconseguir igualar l'èxit de la seva obra més famosa. Tot i que algunes d'aquestes òperes van tenir una certa popularitat en el moment de l'estrena, aquesta sempre va ser fugaç.

## Representacions
La primera representació va comptar amb la presència de l'elit de la música italiana de l'època. Va ser el 15 de desembre de 1913 a La Scala amb Tina Poli-Randaccio, Hipòlit Lázaro (que als seus 26 anys era el tenor favorit de Mascagni) i Carlo Galeffi, amb gran èxit per part del públic. Però no va ser rebuda favorablement pels crítics musicals, que van assenyalar la seva excessiva longitud, que superava les tres hores i mitja de música, absolutament inaudit en els annals de l'escenari líric italià.
Poc temps després, Mascagni va eliminar un acte i diversos fragments, de l'ordre de 330 de les 1.400 línies de D'Annunzio, però això no va escurçar l'òpera, ja que la seva excessiva durada es trobava en l'allargament exagerat del discurs musical, que es veia agreujat per la uniformitat i la tensió oratòria constant.
L'any 1914, es va enregistrar i es va presentar a Livorno (ciutat natal del músic), Roma i diverses capitals sud-americanes. No obstant això, la guerra va interrompre tràgicament la carrera de l'obra, i les seves reposicions han estat escasses, en part també a causa de les tremendes exigències vocals per als seus protagonistes.

## Argument

### Acte I
A la vila del marquès Nicolo d’Este.
El fill del marquès, Ugo, és interromput per la seva mare, Stella dell’Assassino, enmig d'una sessió de tir amb arc. Stella, que recentment ha estat reemplaçada per Parisina Malatesta com a matriarca de la llar familiar, busca venjança. Assumint que el seu fill comparteix el mateix estat d'ànim, el pressiona perquè faci la feina bruta per ella.

### Acte II
Al santuari de Loreto.
Es poden sentir cançons devocionals provinents del santuari i dels mariners de l'Adriàtic. Parisina es prepara per oferir a la Verge la seva peça de roba més elegant. Un amic d'Ugo d’Este, Aldobrandino, apareix per declarar que Ugo està a punt d'aconseguir una victòria sobre els Esclavons. A la seva tornada, la seva madrastra el porta al santuari per agenollar-se junts. Ugo ofereix la seva espasa a la Verge. Sagnant i esgotat per la batalla, Ugo taca la túnica de Parisina durant una abraçada. Desbordat per l'alegria de la seva victòria, es deixa portar per les seves emocions i es besen enmig de les cançons de devoció que es sentien abans de la seva arribada.

### Acte III
Al palau de Belfiore.
Parisina es torna boja de preocupació després de confondre el llibre que està llegint amb la realitat. En el llibre, Francesca da Rimini és descoberta amb un altre home pel seu marit. Ugo entra i la parella es saluda. De sobte, la criada de Parisina, La Verde, irromp per anunciar el retorn de Nicolo d’Este del seu viatge de caça. El marquès descobreix el seu propi fill en flagrante amb la seva amant i els condemna a tots dos a ser decapitats.

## Enregistraments
Existeixen tres versions discogràfiques modernes: la de 1976 per la RAI de Milà; la de 1999 a Montpeller, dirigida per Enrique Diemecke i amb Denia Mazzola; i l'editada per Bongiovanni, dirigida pel gran mascagnià Gianandrea Gavazzeni, obtinguda el 1978 a l'Òpera de Roma. Les dues últimes gravacions són complementàries: cadascuna d'elles ofereix mitja hora de música absent de l'altra, de manera que entre les dues s'aconsegueix, en tres hores de música, una idea molt aproximada de la versió original.